# Szóüphisz
Szóüphisz vagy Zóüphisz (görög Σωύφις, Ζωύφις, latinosan Soyphis) Manethón munkájában az ókori Egyiptom III. dinasztiájának ötödik királya, aki 16 évig uralkodott., Elődje Μεσώχρις, utódja Τοσέρτασις. Már Meszókhrisz azonosításai is teljesen bizonytalanok, Szóüphisznél ez hatványozódik. A név feltűnően hasonlít a IV. dinasztia második uralkodójának – akit az ókori szerzők a dinasztia harmadikjának tartanak – Σούφις (Szúphisz) nevéhez, esetleg tévedés is lehet itt szerepeltetése. A III. dinasztia Manethónnál is zavaros, hiszen Szóüphisz utódjaként – a dinasztia hatodik tagjaként – szerepelteti Toszertasziszt, akit a név alapján aligha lehet mással azonosítani, mint Dzsószer-Teti Szehemhettel, a dinasztia alapító Dzsószer utódjával, hacsak nem volt köztük két ellenkirály, ez esetben Szóüphisz is. Egy másik lehetőség szerint ha Toszertaszisz volt az utódja, akkor Africanus Szüóphisza Dzsószerrel lehet azonos. Manethón, Africanus és Euszebiosz listáit összehasonlítva jól látható, hogy az idegen eredetű neveket gyakran elírták. Az örmény Jeromos-féle latin fordításban Stoichos a neve és hat év uralkodási időt tulajdonít neki.